# Дискография Oasis
Дискография Oasis, британской группы в стиле брит-поп включает в себя студийные альбомы, EP, Live альбомы и сборники. За 18 лет существования группа выпустила 7 студийных альбомов, каждый из которых возглавлял хит-парад Великобритании и получал мультиплатиновый статус. Суммарный тираж проданных альбомов и синглов Oasis превышает отметку 60 млн экземпляров.
В мае 1993 года группа, подписав контракт с "Creation Records'',выпустила свой дебютный сингл "Supersonic''.В следующем году сингл поднялся до 31 места в английском чарте. Последующие синглы британской группы Shakermaker и Live Forever обрели больший успех, оба сингла попали в топ-15 хитов в Великобритании, а позже достигли успеха и в США. Definitely Maybe — дебютный альбом музыкантов, возглавил чарт Великобритании и получил 7-платиновую сертификацию от British Phonographic Industry (BPI).[6][7]
Oasis выпустили свой второй студийный альбом (What's the Story) Morning Glory? в октябре 1995 года. Это был огромный коммерческий успех, альбом возглавил чарты Великобритании, а также(в отличие от первого альбома), чарты других стран, включая Австралию,Канаду,Ирландию,Швейцарию,Норвегию и Швецию. В альбом вошли 12 синглов, половина из которых были изданы отдельным тиражом. Во всем мире было продано 22 миллиона копий альбома, что сделало его вторым самым продаваемым студийным альбомом в Великобритании, уступив место лишь «Sgt. Pepper’s Lonely Hearts Club Band» The Beatles. На данный момент альбом занимает пятое место в этом престижном списке. Также «(What’s the Story) Morning Glory?» был 14-ти платиновую сертификацию, что в два раза больше чем у его предшественника.
В августе 1997 года музыканты выпустили свой третий студийный альбом Be Here Now. В первый же день релиза было раскуплено 423 000 его копий. В то время как альбом возглавил чарты во многих странах и стал самым быстро продаваемым альбомом в истории музыки Великобритании, он не смог соответствовать коммерческому успеху (What’s the Story) Morning Glory?.Во всем мире было продано около 9-ти миллионов копий Be Here Now.
Четвёртый студийный альбом Oasis — Standing on the Shoulder of Giants (рус. Стоя на плечах гигантов) был выпущен в феврале 2000 года.Хотя он не был таким же успешным как предыдущие работы группы,альбом удостоился получить двойную платиновую сертификацию,а такие синглы как : "Go Let It Out","Who Feels Love?","Sunday Morning Call"  вошли в ''UK top five singles''.
Пятый альбом группы Heathen Chemistry вышел 28 июня 2002 и мгновенно стал платиновым, к февралю 2003 года альбом третий раз получил в Англии платиновый статус, также став золотым в Канаде и Австралии.
Don’t Believe the Truth — шестой студийный альбом британской рок-группы Oasis, выпущенный в мае 2005 года. Как и все предыдущие альбомы группы, Don’t Believe the Truth занял 1 место в «UK Albums Chart». К 2006 году альбом стал трижды платиновым. В Америке альбом добрался до 12 места «U.S. charts», диск продавался лучше предыдущего альбома Heathen Chemistry — в течение 2005 года было продано более 200 000 копий. Альбом также стал золотым в Канаде. На сегодняшний день альбом разошёлся по всему миру тиражом более 7 миллионов копий.
6 октября 2008 года вышел последний студийный альбом Dig Out Your Soul, который многими критиками признан лучшей работой группы за последнее десятилетие.
Первый сингл с альбома «The Shock of the Lightning», написанный Ноэлем Галлахером, был издан неделей ранее, 29 сентября. Сингл занял 3 место в хит-параде Англии. Второй сингл с альбома «I’m Outta Time» вышел 1 декабря 2008 года и занял 12 место в хит-параде Англии. Как и все предыдущие альбомы группы, Dig Out Your Soul занял 1 место в «UK Albums Chart» (в первую же неделю было раскуплено около 200.000 копий). В Америке альбом достиг только 5 места. 13 октября альбом занял лидирующую позицию «The United World Chart»
8 декабря 2009 года фронтмен группы Лиам Галлахер публично заявил о завершении музыкальной деятельности Oasis.В июне 2010 года, был выпущен ретроспективный сборник синглов группы Time Flies… 1994–2009.

## Альбомы

### Студийные альбомы
| Год  | Детали | Максимальная позиция | Максимальная позиция | Максимальная позиция | Максимальная позиция | Максимальная позиция | Максимальная позиция | Максимальная позиция | Максимальная позиция | Максимальная позиция | Максимальная позиция | Максимальная позиция | Максимальная позиция | Сертификации | Продажи                                     |
| Год  | Детали | UK                   | AUS                  | CAN                  | FRA                  | GER                  | IRE                  | JPN                  | NL                   | NZ                   | SWE                  | SWI                  | US                   | Сертификации |                                             |
| ---- | --- | -------------------- | -------------------- | -------------------- | -------------------- | -------------------- | -------------------- | -------------------- | -------------------- | -------------------- | -------------------- | -------------------- | -------------------- | --- | ------------------------------------------- |
| 1994 | Definitely Maybe - Релиз: 30 августа 1994 - Лейбл: Creation (CRE #169) - Форматы: CD, LP, CS                     | 1                    | 23                   | —                    | —                    | 33                   | 1                    | 34                   | 55                   | 5                    | 4                    | 25                   | 58                   | - UK: 7× Платиновый - EU: 2× Платиновый - CAN:Платиновый - FRA: 2× Золотой - SWE: Золотой - SWI: Золотой - US: Платиновый                                                                                              | Мировые: 8 млн. US: 1 млн. GB: 2,1 млн      |
| 1995 | (What's the Story) Morning Glory? - Релиз: 2 октября 1995 - Лейбл: Creation (CRE #189) - Форматы: CD, CS, LP     | 1                    | 1                    | 1                    | 19                   | 3                    | 1                    | 8                    | 4                    | 1                    | 1                    | 1                    | 4                    | - UK: 14× Платиновый - EU: 6× Платиновый - AUS:6×Платиновый - AUT: Золотой - CAN: 8× Платиновый - FRA: Платиновый - GER: Золотой - NLD: Золотой - SWE: Платиновый - SWI: Золотой - NOR: Платиновый - US: 4× Платиновый | Мировые: 22 млн. US: 4 млн. GB: 4,6 млн.    |
| 1997 | Be Here Now - Релиз: 21 августа 1997 - Лейбл: Creation (CRE #219) - Форматы: CD, CS, LP                          | 1                    | 1                    | 1                    | 1                    | 2                    | 1                    | 3                    | 1                    | 1                    | 1                    | 2                    | 2                    | - UK: 6× Платиновый - EU: 3× Платиновый - AUS:Платиновый - CAN: 2× Платиновый - FRA: 2× Золотой - GER: Золотой - NLD: Золотой - SWE: Платиновый - SWI: Золотой - NOR: Золотой - US: Платиновый                         | Мировые 9 млн. US: 1,2 млн. GB: 1,8 млн.    |
| 2000 | Standing on the Shoulder of Giants - Релиз: 28 февраля 2000 - Лейбл: Big Brother (RKID #2) - Форматы: CD, CS, LP | 1                    | 6                    | 4                    | 6                    | 5                    | 1                    | 4                    | 16                   | 8                    | 3                    | 3                    | 24                   | - UK: 2× Платиновый - EU: Платиновый - SWI: Золотой - SWE: Золотой | Мировые: 3 млн. GB: 677,000 US: 200,000     |
| 2002 | Heathen Chemistry - Релиз: 1 июля 2002 - Лейбл: Big Brother (RKID #25) - Форматы: CD, CS, LP                     | 1                    | 4                    | 5                    | 8                    | 4                    | 1                    | 3                    | 32                   | 16                   | 2                    | 1                    | 23                   | - UK: 3× Платиновый - EU: Платиновый - AUS: Золотой - CAN: Золотой - JPN: Платиновый - SWE: Золотой - SWI: Золотой | Мировые: 3,5 млн. US: 154 тыс. GB: 1,1 млн. |
| 2005 | Don't Believe the Truth - Релиз: 30 мая 2005 - Лейбл: Big Brother (RKID #30) - Форматы: CD, digital download, LP | 1                    | 5                    | 3                    | 5                    | 2                    | 1                    | 1                    | 11                   | 12                   | 3                    | 3                    | 12                   | - UK: 3× Платиновый - CAN: Золотой - IRE: 2× Платиновый - JPN: Золотой | Мировые: 7 млн. UK: 914,000 US: 202,000     |
| 2008 | Dig Out Your Soul - Релиз: 6 октября 2008 - Лейбл: Big Brother (RKID #51) - Форматы: CD, digital download, LP    | 1                    | 5                    | 5                    | 4                    | 8                    | 2                    | 2                    | 11                   | 6                    | 8                    | 2                    | 5                    | - UK: 2× Платиновый - JPN: Золотой - ITA: Платиновый - SWI: Золотой - IRE: 2× Платиновый - BRA: Золотой - FRA: Серебряный                                                                                              | Мировые: 2,1 млн. US:116 тыс. GB:500 тыс.   |

### Концертные альбомы
| Год                                             | Детали                                                                                                | Максимальная позиция | Максимальная позиция | Максимальная позиция | Максимальная позиция | Максимальная позиция | Максимальная позиция | Сертификации     | Продажи                                               |
| Год                                             | Детали                                                                                                | UK                   | FRA                  | GER                  | IRE                  | JPN                  | US                   | Сертификации     |                                                       |
| ----------------------------------------------- | --- | -------------------- | -------------------- | -------------------- | -------------------- | -------------------- | -------------------- | ---------------- | ----------------------------------------------------- |
| 2000                                            | Familiar to Millions - Релиз: 13 ноября 2000 - Лейбл: Big Brother (RKID #5) - Форматы: LP, CD, CS, MD | 5                    | 51                   | 57                   | 10                   | 13                   | 182                  | - UK: Платиновый | \| - GB: 200,000 - US: 68,000 - Мировые: 1,000,000 \| |
| - GB: 200,000 - US: 68,000 - Мировые: 1,000,000 | |                      |                      |                      |                      |                      |                      |                  |                                                       |

### Сборники
| Год  | Детали                                                                | Максимальная позиция | Максимальная позиция | Максимальная позиция | Максимальная позиция | Максимальная позиция | Максимальная позиция | Максимальная позиция | Максимальная позиция | Максимальная позиция | Максимальная позиция | Максимальная позиция | Максимальная позиция | Максимальная позиция | Максимальная позиция | Максимальная позиция | Максимальная позиция | Максимальная позиция | Максимальная позиция | Максимальная позиция | Максимальная позиция | Сертификат                                                                                             |
| Год  | Детали                                                                | АВС                  | АВТ                  | БЕЛ                  | ВЕЛ                  | ГЕР                  | ЕВР                  | ИРЯ                  | ИСП                  | ИТА                  | КАН                  | НИД                  | НОЗ                  | НОР                  | ПОР                  | США                  | ФИН                  | ФРА                  | ШВА                  | ШВЕ                  | ЯПО                  | Сертификат                                                                                             |
| ---- | --------------------------------------------------------------------- | -------------------- | -------------------- | -------------------- | -------------------- | -------------------- | -------------------- | -------------------- | -------------------- | -------------------- | -------------------- | -------------------- | -------------------- | -------------------- | -------------------- | -------------------- | -------------------- | -------------------- | -------------------- | -------------------- | -------------------- | --- |
| 1996 | Definitely Maybe: Singles Детали - Лейбл: Kalaiz                      | —                    | —                    | —                    | 23                   | —                    | —                    | —                    | —                    | —                    | —                    | —                    | —                    | —                    | —                    | —                    |                      | —                    | —                    | —                    | —                    | Список - : 2×Платиновый - : Платиновый - : Золотой                                                     |
| 1996 | (What’s the Story) Morning Glory?: Singles Детали - Лейбл: Parlophone | —                    | —                    | —                    | 24                   | —                    | —                    | —                    | —                    | —                    | —                    | —                    | —                    | —                    | —                    | —                    | —                    | —                    | —                    | —                    | —                    | Список - : Платиновый - : Платиновый - : Платиновый - : Золотой - : Золотой - : Платиновый - : Золотой |
| 1998 | The Masterplan Детали - Лейбл: Electronic Arts                        | 36                   | —                    | —                    | 2                    | 33                   | —                    | —                    | —                    | —                    | —                    | —                    | —                    | —                    | —                    | —                    | —                    | —                    | 40                   | 20                   | 5                    | |
| 2006 | Stop the Clocks Детали - Релиз: 8 ноября - Лейбл: Parlophone          | 34                   | 22                   | 18/34                | 2                    | 54                   | —                    | —                    | —                    | —                    | —                    | —                    | —                    | —                    | —                    | —                    | —                    | —                    | 19                   | 29                   | 1                    | Список - : Золотой                                                                                     |
| 2010 | Time Flies... 1994–2009 Детали - Релиз: 8 ноября - Лейбл: Parlophone  | 63                   | 22                   | 11/22                | 1                    | 21                   | —                    | —                    | —                    | —                    | —                    | —                    | —                    | —                    | —                    | —                    | —                    | —                    | 19                   | 44                   | 2                    | Список - : Золотой                                                                                     |

### Мини-альбомы
| Год  | Детали | Максимальная позиция | Максимальная позиция | Максимальная позиция |
| Год  | Детали | UK                   | IRE                  | JPN                  |
| ---- | --- | -------------------- | -------------------- | -------------------- |
| 2006 | Stop the Clocks EP - Релиз: 13 ноября 2006 - Лейбл: Big Brother (RKID #37) - Форматы: CD, digital download | —                    | 17                   | 61                   |
| 2009 | Boy With the Blues                                                                                         | --                   | --                   | --                   |

## Синглы
| Год                                       | Сингл                            | Высшая позиция | Высшая позиция | Высшая позиция | Высшая позиция | Высшая позиция | Высшая позиция | Высшая позиция | Высшая позиция | Высшая позиция | Высшая позиция | Высшая позиция | Высшая позиция | Высшая позиция | Высшая позиция | Высшая позиция | Высшая позиция | Высшая позиция | Высшая позиция | Сертификации                                                          | Альбом                             |
| Год                                       | Сингл                            | UK             | AUS            | CAN            | CAN Alt        | FRA            | GER            | IRE            | ITA            | JPN            | NL             | NOR            | NZ             | SPA            | SWE            | SWI            | US             | US Mod         | U.S. Main.     | Сертификации                                                          | Альбом                             |
| ----------------------------------------- | -------------------------------- | -------------- | -------------- | -------------- | -------------- | -------------- | -------------- | -------------- | -------------- | -------------- | -------------- | -------------- | -------------- | -------------- | -------------- | -------------- | -------------- | -------------- | -------------- | --------------------------------------------------------------------- | ---------------------------------- |
| 1994                                      | «Supersonic»                     | 31             | —              | —              | —              | 33             | —              | 24             | —              | 81             | —              | —              | 28             | —              | —              | —              | —              | 11             | 38             | - UK: Серебряный                                                      | Definitely Maybe                   |
| 1994                                      | «Shakermaker»                    | 11             | —              | —              | —              | —              | —              | —              | —              | —              | —              | —              | —              | 27             | —              | —              | —              | —              | —              | - UK: Серебряный                                                      | Definitely Maybe                   |
| 1994                                      | «Live Forever»                   | 10             | —              | 70             | —              | —              | —              | 17             | —              | —              | —              | —              | 43             | 13             | —              | —              | 39             | 2              | 10             | - UK: Золотой                                                         | Definitely Maybe                   |
| 1994                                      | «Cigarettes & Alcohol»           | 7              | —              | —              | —              | —              | —              | 15             |                | —              | —              | —              | —              | —              | —              | —              | —              | —              | —              | - UK: Золотой                                                         | Definitely Maybe                   |
| 1994                                      | «Whatever»                       | 3              | 40             | —              | —              | 15             | 73             | 5              | —              | 71             | 48             | —              | —              | 21             | 10             | 24             | —              | —              | —              | - UK: Золотой                                                         | Сингл вне альбомов                 |
| 1995                                      | «Some Might Say»                 | 1              | —              | —              | —              | —              | —              | 3              | —              | 43             | —              | —              | —              | —              | 7              | —              | —              | 28             | —              | - UK: Золотой                                                         | (What’s the Story) Morning Glory?  |
| 1995                                      | «Roll with It»                   | 2              | 48             | —              | 17             | —              | —              | 2              | —              | 97             | —              | 18             | 17             | 21             | 3              | —              | —              | —              | —              | - UK: Золотой                                                         | (What’s the Story) Morning Glory?  |
| 1995                                      | «Morning Glory»                  | 147            | 25             | —              | 4              | —              | —              | —              | —              | —              | —              | 29             | —              | —              | —              | —              | —              | 24             | —              | - AUS: Золотой                                                        | (What’s the Story) Morning Glory?  |
| 1995                                      | «Wonderwall»                     | 2              | 1              | 5              | 1              | 10             | 17             | 2              | —              | —              | 8              | 5              | 1              | 1              | 12             | 17             | 8              | 1              | 9              | - UK: 2× Платиновый - AUS: 3× Платиновый - NOR: Золотой - US: Золотой | (What’s the Story) Morning Glory?  |
| 1996                                      | «Don't Look Back in Anger»       | 1              | 19             | 24             | 2              | 24             | 57             | 1              | —              | 72             | 30             | 19             | 20             | 2              | 2              | 27             | 55             | 10             | —              | - UK: Платиновый                                                      | (What’s the Story) Morning Glory?  |
| 1996                                      | «Champagne Supernova»            | —              | 26             | 11             | 1              | —              | —              | —              | —              | —              | —              | —              | 16             | 28             | —              | —              | 20             | 1              | 8              | - US: Золотой                                                         | (What’s the Story) Morning Glory?  |
| 1997                                      | «D'You Know What I Mean?»        | 1              | 16             | 3              | 1              | 37             | 27             | 1              | 3              | 28             | 31             | 3              | 4              | 1              | 2              | 2              | 36             | 4              | 36             | - UK: Платиновый - NOR: Золотой - SWE: Золотой                        | Be Here Now                        |
| 1997                                      | «Stand by Me»                    | 2              | 48             | 55             | —              | —              | 60             | 2              | —              | 58             | 50             | 6              | 31             | 3              | 10             | 34             | —              | 5              | —              | - UK: Золотой                                                         | Be Here Now                        |
| 1998                                      | «All Around the World»           | 1              | —              | 20             | —              | —              | 84             | 1              | —              | 53             | 47             | 9              | 24             | 19             | 7              | —              | —              | 15             | —              | - UK: Золотой                                                         | Be Here Now                        |
| 1998                                      | «Don't Go Away»                  | —              | —              | 15             | 1              | —              | —              | —              | —              | 49             | —              | —              | —              | 36             | —              | —              | 35             | 5              | 36             |                                                                       | Be Here Now                        |
| 2000                                      | «Go Let It Out»                  | 1              | 23             | 1              | 5              | 66             | 31             | 1              | 1              | 26             | 36             | 3              | 31             | 1              | 14             | 23             | —              | 14             | —              | - UK: Серебряный                                                      | Standing on the Shoulder of Giants |
| 2000                                      | «Who Feels Love?»                | 4              | —              | 8              | —              | —              | 94             | 15             | 16             | 68             | 57             | —              | —              | 29             | —              | 66             | —              | —              | —              |                                                                       | Standing on the Shoulder of Giants |
| 2000                                      | «Sunday Morning Call»            | 4              | —              | 7              | —              | —              | —              | 20             | 5              | 84             | —              | —              | —              | —              | —              | —              | —              | —              | —              |                                                                       | Standing on the Shoulder of Giants |
| 2002                                      | «The Hindu Times»                | 1              | 22             | 1              | —              | 84             | 30             | 2              | 1              | 16             | 47             | 3              | 47             | 2              | 13             | 15             | —              | —              | —              | - UK: Серебряный                                                      | Heathen Chemistry                  |
| 2002                                      | «Stop Crying Your Heart Out»     | 2              | 48             | 6              | —              | —              | 48             | 6              | 1              | 20             | 73             | 13             | —              | 11             | 23             | 48             | —              | —              | —              | - UK: Серебряный                                                      | Heathen Chemistry                  |
| 2002                                      | «Little by Little / She Is Love» | 2              | 54             | 2              | —              | —              | 65             | 9              | 5              | 49             | —              | —              | 46             | 35             | 41             | 83             | —              | —              | —              | - UK: Серебряный                                                      | Heathen Chemistry                  |
| 2003                                      | «Songbird»                       | 3              | —              | 2              | —              | —              | 81             | 10             | 6              | 108            | —              | —              | —              | —              | 44             | 94             | —              | —              | —              |                                                                       | Heathen Chemistry                  |
| 2005                                      | «Lyla»                           | 1              | 23             | 4              | —              | 81             | 33             | 5              | 2              | 12             | 52             | 10             | —              | 3              | 18             | 26             | 108            | 19             | —              | - UK: Серебряный                                                      | Don’t Believe the Truth            |
| 2005                                      | «The Importance of Being Idle»   | 1              | —              | —              | —              | —              | 63             | 15             | 1              | 98             | 84             | —              | —              | 18             | 40             | 57             | —              | —              | —              | - UK: Серебряный                                                      | Don’t Believe the Truth            |
| 2005                                      | «Let There Be Love»              | 2              | —              | —              | —              | —              | 88             | 14             | 2              | 90             | 85             | —              | —              | —              | —              | —              | —              | —              | —              |                                                                       | Don’t Believe the Truth            |
| 2007                                      | «Lord Don’t Slow Me Down»        | 10             | —              | —              | —              | —              | —              | 37             | —              | —              | —              | —              | —              | —              | —              | —              | —              | —              | —              |                                                                       | Сингл вне альбомов                 |
| 2008                                      | «The Shock of the Lightning»     | 3              | —              | 51             | —              | 38             | 48             | 12             | —              | 93             | 47             | —              | —              | 22             | 5              | 42             | 93             | 12             | —              |                                                                       | Dig Out Your Soul                  |
| 2008                                      | «I'm Outta Time»                 | 12             | —              | —              | —              | 48             | 62             | —              | 41             | 100            | —              | —              | —              | —              | —              | —              | —              | —              | —              |                                                                       | Dig Out Your Soul                  |
| 2009                                      | «Falling Down»                   | 10             | —              | 45             | —              | —              | 82             | 12             | 19             | 41             | 71             | —              | —              | 50             | 26             | —              | 106            | —              | —              |                                                                       | Dig Out Your Soul                  |
| «—» ставится, если сингл не попал в чарт. |                                  |                |                |                |                |                |                |                |                |                |                |                |                |                |                |                |                |                |                |                                                                       |                                    |

### Промосинглы
| Год  | Песня                        | Альбом                             | Высшая позиция | Высшая позиция | Высшая позиция | Примечания                                                     |
| Год  | Песня                        | Альбом                             | US Alt.        | CAN            | CAN Alt        | Примечания                                                     |
| ---- | ---------------------------- | ---------------------------------- | -------------- | -------------- | -------------- | -------------------------------------------------------------- |
| 1993 | «Columbia (Demo)»            | Definitely Maybe                   | —              | —              | —              | Limited Edition UK Promo                                       |
| 1994 | «Rock 'n' Roll Star»         | Definitely Maybe                   | 36             | —              | —              |                                                                |
| 1994 | «Sad Song»                   | Definitely Maybe                   | —              | —              | —              | Promo Single (France)                                          |
| 1995 | «Round Are Way»              | Non-album track                    | —              | —              | —              | Limited Edition UK Promo (843 copies pressed)                  |
| 1995 | «Cum On Feel the Noize»      | Non-album track                    | —              | —              | —              | Limited Edition UK Promo                                       |
| 1996 | «Hello»                      | (What’s the Story) Morning Glory?  | —              | —              | —              | Promo Single (Spain)                                           |
| 1997 | «Be Here Now» (Live)         | Be Here Now                        | —              | —              | —              | Radio Promo — Exclusive Live Recording from New York 8.10.1997 |
| 1998 | «Acquiesce»                  | The Masterplan                     | 24             | 44             | 20             |                                                                |
| 1998 | «The Masterplan»             | The Masterplan                     | —              | —              | —              | Limited Promo Single Release (Europe)                          |
| 2000 | «Where Did It All Go Wrong?» | Standing on the Shoulder of Giants | —              | —              |                |                                                                |

### Другие песни, попавшие в чарты
| Год  | Песня                      | Высшая позиция | Высшая позиция | Альбом                        |
| Год  | Песня                      | UK             | CAN Alt        | Альбом                        |
| ---- | -------------------------- | -------------- | -------------- | ----------------------------- |
| 1995 | «Wibbling Rivalry»         | 52             | -              | «Wibbling Rivalry»            |
| 2009 | «Those Swollen Hand Blues» | 190            | -              | «Falling Down»                |
| 2009 | «Boy with the Blues»       | 120            | -              | «Boy with the Blues» — Single |
| 2009 | «I Believe in All»         | 157            | -              | «I Believe in All» — Single   |

## Видеоальбомы
| Год  | Детали                                                                          | Позиции в чартах | Позиции в чартах | Позиции в чартах | Позиции в чартах | Позиции в чартах | Позиции в чартах | Сертификации       |
| Год  | Детали                                                                          | АВС              | ВЕЛ              | ГЕР              | США              | ШВЕ              | ЯПО              | Сертификации       |
| ---- | ------------------------------------------------------------------------------- | ---------------- | ---------------- | ---------------- | ---------------- | ---------------- | ---------------- | ------------------ |
| 1995 | Live by the Sea Детали - Релиз: 28 августа - Лейбл: Picture Music International | —                | 1                | —                | —                | —                | —                | Список - : Золотой |
| 1996 | …There and Then Детали - Релиз: 14 октября - Лейбл: SMV Enterprises             | —                | 1                | —                | 7                | —                | —                |                    |
| 2000 | Familiar to Millions Детали - Релиз: 13 ноября - Лейбл: Big Brother             | —                | 2                | —                | 10               | —                | —                |                    |
| 2004 | Definitely Maybe Детали - Релиз: Октябрь - Лейбл: A&M Video                     | 10               | 1                | 83               | 27               | 2                | 17               | Список - : Золотой |
| 2007 | Lord Don’t Slow Me Down Детали - Релиз: Октябрь - Лейбл: A&M Video              | 12               | —                | 87               | 18               | 8                | 15               |                    |
| 2010 | Time Flies... 1994–2009 Детали - Релиз: Октябрь - Лейбл: A&M Video              | 22               | —                | —                | —                | —                | —                |                    |
| 2016 | Oasis: Supersonic Детали - Релиз: 10 сентября - Лейбл: Peppermint Music Video   | —                | 1                | —                | —                | —                | —                |                    |

## Музыкальные видео
| Год  | Песня                              | Режиссёр(ы) |
| ---- | ---------------------------------- | ----------- |
| 1994 | «Supersonic»                       | Марк Саси   |
| 1994 | «Supersonic» (американская версия) | Ник Эган    |
| 1994 | «Shakermaker»                      | Марк Саси   |
| 1994 | «Live Forever»                     |             |
| 1994 | «Live Forever»                     |             |
| 1994 | «Cigarettes & Alcohol»             |             |
| 1994 | «Rock 'n' Roll Star»               |             |
| 1994 | «Whatever»                         |             |
| 1995 | «Some Might Say»                   |             |
| 1995 | «Roll with It»                     |             |
| 1995 | «Morning Glory»                    |             |
| 1995 | «Wonderwall»                       |             |
| 1995 | «Don’t Look Back in Anger»         |             |
| 1996 | «Champagne Supernova»              |             |
| 1996 | «D’You Know What I Mean?»          |             |
| 1996 | «Stand by Me»                      |             |
| 1998 | «Don’t Go Away»                    |             |
| 1998 | «All Around the World»             |             |
| 2006 | «Acquiesce»                        |             |
| 1999 | «Go Let It Out»                    |             |
| 1999 | «Who Feels Love?»                  |             |